# 尼蒂贝县
尼蒂贝县是东帝汶民主共和国欧库西区的一个县，该县面积301.72平方公里，2010年人口普查时时人口为11366，县治位于Citrana。